# 富士見町引田
富士見町引田（ふじみまちひきだ）は、群馬県前橋市の地名。旧富士見村時代は、住所で勢多郡富士見村大字引田の地域である。また、前橋市合併後は粕川町と同じように村名の富士見村が富士見町となり、そのあと大字名がつくため前橋市富士見町○○となる。面積は0.78km2(2013年現在)。郵便番号は371-0112。

## 地理
赤城山南西の裾野部に位置していて、法華沢川が地域の西端を北から南に流れている。

## 歴史
戦国時代頃からある地名。寛永12年からは前橋藩領だった。
文禄年間に引田郷から漆窪、市之木場の2か村が分かれた。

### 年表
- 1889年 市町村制が施行され、引田村は近隣13村と合併し南勢多郡富士見村ができる。そのため群馬県南勢多郡富士見村大字引田となる。
- 1896年 郡統合（東群馬郡と南勢多郡の統合）により勢多郡に所属し勢多郡富士見村大字引田となる。
- 2009年 富士見村が前橋市へ編入合併したため、群馬県前橋市富士見町引田となる。
- 2017年5月12日 当町の全域が区域となっている、前橋・赤城地域がチッタスロー国際連盟に加盟する[6]。

## 世帯数と人口
2017年（平成29年）8月31日現在の世帯数と人口は以下の通りである。
| 町丁         | 世帯数 | 人口  |
| ------------ | ------ | ----- |
| 富士見町引田 | 96世帯 | 233人 |

## 小・中学校の学区
市立小・中学校に通う場合、学区は以下の通りとなる。
| 番地 | 小学校             | 中学校               |
| ---- | ------------------ | -------------------- |
| 一部 | 前橋市立原小学校   | 前橋市立富士見中学校 |
| 一部 | 前橋市立石井小学校 | 前橋市立富士見中学校 |

## 交通

### 鉄道
町内に鉄道駅はない。

### バス
関越交通が運行を行っているデマンドバス方式のるんるんバスがある。

### 道路
県道の群馬県道34号渋川大胡線が通過。

## 施設
- 本光寺

## 避難所
当町が避難対象区域となった場合、近隣の富士見町田島にある前橋市立富士見中学校に避難する。